# Clube Desportivo Primeiro de Agosto Football
Il Clube Desportivo Primeiro de Agosto, conosciuto semplicemente come Primeiro de Agosto, è una società calcistica angolana con sede nella capitale Luanda, appartenente alla polisportiva omonima. Milita nella Girabola, la massima divisione del campionato nazionale.

## Storia
Il Primeiro de Agosto venne fondato il 1º agosto 1977 e presenta diverse sezioni: calcio, basket, hockey pista, pallamano, nuoto, vela, atletica, pallavolo, taekwondo, tennis, scacchi e pesca sportiva.
Il club è stato fondato per promuovere lo sviluppo dello sport da parte delle forze armate popolari per la liberazione dell'Angola. Con fini sportivi universitari e con caratteristiche eclettiche, ha sollevato immediatamente l'interesse di molti atleti, allenatori e funzionari di diverse discipline sportive.
Ha come sponsor le forze armate angolane. Si tratta di uno dei più grandi club di calcio dell'Angola e ha partecipato a tutte le edizioni della Girabola.

## Palmarès

### Competizioni nazionali
- Girabola: 13

1979, 1980, 1981, 1991, 1993, 1996, 1998, 1999, 2006, 2016, 2017, 2018, 2019
- Coppa d'Angola: 6

1984, 1990, 1991, 2006, 2009, 2018
- Supercoppa d'Angola: 9

1991, 1992, 1997, 1998, 1999, 2000, 2010, 2017, 2019

### Altri piazzamenti
- Girabola:

Secondo posto: 2012
Terzo posto: 2010
- Coppa d'Angola:

Finalista: 1992, 1997, 1998, 2004, 2011, 2017
- CAF Champions League:

Semifinalista: 2018
- Coppa delle Coppe d'Africa:

Finalista: 1998

## Performance in competizioni CAF
- CAF Champions League

1997: Fase a gironi
1999: Primo turno
2000: Secondo turno
2007: Turno preliminare
2008: Primo turno
- African Cup of Champions Clubs

1980: Primo turno
1981: Primo turno
1982: Primo turno
1992: Secondo turno
1993: Primo turno
- Coppa CAF:

1996: Secondo turno
2003: Primo turno
- African Cup Winners' Cup

1985: Primo turno
1991: Primo turno
1998: Finalista

## Rosa 2016
| N. |                         | Ruolo | Calciatore                             |
| -- | ----------------------- | ----- | -------------------------------------- |
| 3  | Mali (bandiera)         | D     | Diakité                                |
| 4  | Angola (bandiera)       | D     | Osvaldo Pedro de Jesus Kitenga         |
| 5  | Angola (bandiera)       | D     | Dani Massunguna                        |
| 6  | Mozambico (bandiera)    | C     | Eduardo Jumisse                        |
| 7  | Angola (bandiera)       | C     | Mingo Bile                             |
| 8  | Angola (bandiera)       | C     | João Ngunza Muanha                     |
| 9  | Angola (bandiera)       | D     | Luvumbo Lourenço Pedro                 |
| 10 | Nigeria (bandiera)      | C     | Ibukun Akinfenwa                       |
| 11 | Angola (bandiera)       | C     | Hermenegildo da Costa Paulo Bartolomeu |
| 12 | Angola (bandiera)       | P     | Tony Cabaça                            |
| 13 | Angola (bandiera)       | D     | Manucho Diniz                          |
| 14 | RD del Congo (bandiera) | C     | Albert Milambo                         |
| 17 | Angola (bandiera)       | A     | Josemar Makiavala                      |

| N. |                   | Ruolo | Calciatore              |
| -- | ----------------- | ----- | ----------------------- |
| 18 | Angola (bandiera) | A     | Patrick Lembo Anfunu    |
| 19 | Angola (bandiera) | D     | Salomão Manuel Troco    |
| 20 | Gabon (bandiera)  | A     | Romaric Rogombé         |
| 21 | Angola (bandiera) | D     | Isaac                   |
| 22 | Angola (bandiera) | P     | Justo Mateus Pucusso    |
| 23 | Angola (bandiera) | D     | Alberto Álvaro Paca     |
| 24 | Angola (bandiera) | C     | Bruno Manuel de Jesus   |
| 26 | Angola (bandiera) | D     | Antunes Sargento Ekundi |
| 27 | Angola (bandiera) | A     | Gelson Dala             |
| 29 | Angola (bandiera) | P     | Signori Antonio         |
| 30 | Angola (bandiera) | C     | Ary Papel               |
| 33 | Angola (bandiera) | C     | Nélson da Luz           |
|    | Angola (bandiera) | C     | Zinedine Catraio        |

## Rosa 2008-2009
| N. |                         | Ruolo | Calciatore     |
| -- | ----------------------- | ----- | -------------- |
| 1  | RD del Congo (bandiera) | A     | Pictu          |
| 2  | Angola (bandiera)       | A     | Miro           |
| 4  | Angola (bandiera)       | D     | Kumaca         |
| 5  | Zambia (bandiera)       | A     | Harry Milanzi  |
| 7  | Angola (bandiera)       | C     | Neruda         |
| 7  | Angola (bandiera)       | A     | Love Kabungola |
| 8  | Angola (bandiera)       | A     | Bena           |
| 9  | Angola (bandiera)       | C     | Gazeta         |
| 9  | Angola (bandiera)       | A     | André          |
| 10 | Zambia (bandiera)       | C     | Ian Bakala     |
| 11 | Angola (bandiera)       | C     | Riquinho       |
| 12 | Angola (bandiera)       | P     | Mane           |
| 13 | Angola (bandiera)       | D     | Locó           |
| 15 | Angola (bandiera)       | C     | Roger          |
| 16 | Angola (bandiera)       | C     | Mano           |
| 17 | Zambia (bandiera)       | C     | Danny Hangunyu |
| 18 | Angola (bandiera)       | D     | Élisio         |

| N. |                         | Ruolo | Calciatore       |
| -- | ----------------------- | ----- | ---------------- |
| 19 | Namibia (bandiera)      | A     | Lewis Swartbooi  |
| 20 | Angola (bandiera)       | A     | Patricio         |
| 21 | Angola (bandiera)       | C     | Moreno           |
| 22 | Angola (bandiera)       | P     | Josimar          |
| 24 | Angola (bandiera)       | D     | Abel             |
| 25 | Angola (bandiera)       | D     | Joãozinho        |
| 27 | Angola (bandiera)       | C     | Zé Augusto       |
| 28 | Angola (bandiera)       | C     | Patricio         |
| 29 | Angola (bandiera)       | C     | Tião             |
| 30 | Angola (bandiera)       | D     | Bocande          |
| 31 | Angola (bandiera)       | D     | Netinho          |
| 33 | Angola (bandiera)       | C     | Vado             |
|    | Angola (bandiera)       | P     | Angelo           |
|    | RD del Congo (bandiera) | C     | Kapela Mbiavanga |
|    | Angola (bandiera)       | C     | Mendes           |
|    | Angola (bandiera)       | C     | Alberto          |